# Stanisław Gostomski
Stanisław Gostomski herbu Nałęcz (?-1598), najstarszy syn Anzelma – wojewoda rawski od 1588, kasztelan sochaczewski od 1572, starosta rawski od 1572.
W latach 1544–1548 studiował na uniwersytecie w Lipsku. Przez całe życie był gorliwym kalwinistą.
Z nadania króla Zygmunta Augusta został starostą rawskim. Był rotmistrzem królewskim i wziął udział w wojnie polsko-rosyjskiej 1558–1570. W latach 1567 i 1570 był posłem na Sejm. W 1573 roku potwierdził elekcję Henryka Walezego na króla Polski. W 1575 roku podpisał elekcję Maksymiliana II Habsburga. Wydał nawet skarb rawski jego zwolennikom na potrzeby przeprowadzenia elekcji. Ostatecznie poparł Stefana Batorego. W 1577 roku został wybrany deputatem sądów ultimae instantiae województwa sandomierskiego. Był bliskim współpracownikiem kanclerza wielkiego koronnego Jana Zamoyskiego. W czasie elekcji w 1587 oddał skarb rawski (80 000 złp) w jego ręce, czym pomógł w obiorze Zygmunta III Wazy. Podpisał pacta conventa Zygmunta III Wazy w 1587 roku. W 1587 roku podpisał reces, sankcjonujący wybór Zygmunta III Wazy. Jako kasztelan sochaczewski obecny był na sejmie koronacyjnym Zygmunta III Wazy w Krakowie w 1587/1588 roku. W 1589 roku był sygnatariuszem traktatu bytomsko-będzińskiego.
Był autorem broszury Racje pro elctione Zygmunta królewicza szwedzkiego militantes anno 1587, gdzie przedstawił swój program polityczny, którego podstawą było zawiązanie unii polsko-szwedzkiej w celu powstrzymania ekspansji rosyjskiej.
Mianowany wojewodą rawskim 30 maja 1588.